# Дебет Плюс
«Дебет Плюс» — українська кросплатформна автоматизована система управління підприємством (АСУП) і програмна платформа, написана поверх Eclipse RCP. Володіє багатими можливостями конфігурування. Як СКБД можна використовувати вбудовану Apache Derby, Open Source SQL-сервери бази даних PostgreSQL і MySQL або, для платної корпоративної версії, комерційні Oracle, Microsoft SQL Server або DB2.
Готові конфігурації орієнтовані на ведення бухгалтерського обліку відповідно до законодавства України. Наразі на ринку України пропонуються такі конфігурації програми:
- Конфігурація для бюджетних та державних установ України.
- Конфігурація для комунальних некомерційних підприємств.
- Конфігурація для сільського господарства.
- Конфігурація для виробничих і переробних підприємств різних галузей промисловості України.
- Конфігурація для хлібозаводів, хлібокомбінатів, пекарень.
- Конфігурація «Елеватор, КХП, ХПП».
- Конфігурація для водоканалів та ЖКГ.
- Конфігурації для підприємств електроенергетики, постачання та транспортування газу.

Безкоштовна версія системи не має обмежень за часом роботи, обсягом баз даних, можливостями конфігурування і дозволяє повноцінну мережеву роботу.
На завершальній стадії тестування знаходиться розробка повноцінного web-інтерфейсу системи (робота через браузер)..
Підтримуються механізми оновлення програми, аналогічні подібним механізмам для платформи 1С: Підприємство (оновити програму можна самостійно без будь-чиєї допомоги).
Доступні пакети інтеграції з системами клієнт-банк найпопулярніших українських банків.

## Базова архітектура
Уся інформація в системі зберігається у вигляді первинних документів, проводок, довідників і початкових залишків. Система «Дебет Плюс» побудована за модульним принципом: для ведення бухгалтерського, управлінського, банківського, касового обліку, обліку заробітної плати і кадрів використовуються модулі (підсистеми), що автоматизують ведення відповідного розділу обліку. Стандартна базова конфігурація «Дебет Плюс v12» включає 11 підсистем:
- Зведення бухгалтерського балансу;
- Облік банківських операцій;
- Облік касових операцій;
- Облік товарно-матеріальних цінностей (склад, торгівля, виробництво);
- Облік основних засобів;
- Облік заробітної плати;
- Облік кадрів;
- Управлінський облік;
- CRM (Взаємодія з клієнтами);
- Автотранспорт (облік транспортних засобів, затрат ПММ, ведення шляхових листів);
- Адміністратор комплексу.

Можливе автономне використання окремої підсистеми, при цьому сама система працює як єдине ціле — проводки, зроблені в одній підсистемі, видно в решті, не потрібно ніяких додаткових операцій по перенесенню інформації.
Податковий облік як підсистема не виділяється, журнали податкового обліку знаходяться в підсистемі «Облік ТМЦ».

## Особливості ліцензування
Хоча вихідний код платформи закритий і вона поширюється за пропрієтарною ліцензією (забороняється дизасемблювати і декомпілювати ядро системи та змінювати вихідний код ядра), в тому, що стосується бізнес-логіки, нескладно помітити ряд ознак відкритої ліцензії. JavaScript і XML коди бізнес-логіки повністю відкриті, а Ліцензійна угода безкоштовної базової версії «Дебет Плюс» дозволяє поширювати похідні продукти на комерційній або безоплатній основі за умови збереження логотипу «Дебет Плюс» та внесення помітних повідомлень про наявність змін конфігурації та збереження в складі похідного продукту тексту ліцензії.